# Chilicola paramo
Chilicola paramo là một loài Hymenoptera trong họ Colletidae. Loài này được Gonzalez & Michener mô tả khoa học năm 2004.